# Chiesa di San Giovanni Decollato (Oltrona di San Mamette)
La chiesa di San Giovanni Decollato è la parrocchiale di Oltrona di San Mamette, in provincia di Como e arcidiocesi di Milano; fa parte del decanato di Appiano Gentile.

## Storia
La prima citazione d'una cappella risale alla fine del XIII secolo ed è contenuta nel Liber Notitiae Sanctorum Mediolani di Goffredo da Bussero, in cui si legge che era filiale della pieve di Appiano; una siffatta situazione si riscontra pure nel Liber seminarii mediolanensis del 1564; nella relazione della visita del 1566 del vicario episcopale Leonetto Clivonio è attestato un piccolo luogo di culto dedicato a santa Maria.
Dalla relazione della visita pastorale del 1747 dell'arcivescovo Giuseppe Pozzobonelli si apprende che i fedeli ammontavano a 194 e che la parrocchiale, in cui aveva sede la confraternita del Santissimo Sacramento, aveva come filiale l'oratorio di San Salvatore.
Nel 1777, come si legge su un blocco di granito posto sul muro esterno della torre campanaria, la chiesa venne interessata da un intervento di ampliamento e di rifacimento, in occasione del quale si procedette anche alla costruzione del campanile.
L'interno del luogo di culto fu decorato nel 1880; nel 1901, l'arcivescovo Andrea Carlo Ferrari annotò che il reddito ammontava a 198 lire, che a servizio della cura d'anime vi era il solo parroco, di nomina arcivescovile, che il numero dei fedeli era di circa un migliaio e che la parrocchiale, da cui dipendeva la chiesa di San Mamette, era sede della confraternita del Santissimo Sacramento, della pia unione delle Figlie di Maria e della compagnia del Santo Rosario.
La parrocchiale venne nuovamente ampliata nel 1967 mediante la costruzione del deambulatorio; con la riorganizzazione territoriale dell'arcidiocesi voluta dal cardinale Giovanni Colombo, tra il 1971 e il 1972 la parrocchia confluì nel decanato di Appiano Gentile, nato dalla trasformazione del precedente omonimo vicariato.
Tra il 2000 e il 2002 la chiesa fu al centro di un ampio restauro, durante il quale si provvide a sostituire il pavimento e ad eseguire l'adeguamento liturgico secondo le norme postconciliari mediante l'aggiunta dell'ambone e dell'altare rivolto verso l'assemblea.

## Descrizione

### Esterno
La simmetrica facciata a capanna della chiesa, rivolta a ponente, presenta centralmente il portale d'ingresso, sormontato da una piccola tettoia a due falde, e sopra una finestra a tutto sesto ed è coronata dal timpano triangolare.
Annesso alla parrocchiale è il campanile a base quadrata, la cui cella presenta su ogni lato una monofora a tutto sesto ed è coperta dal tetto a quattro falde.

### Interno
L'interno dell'edificio, la cui pianta è a croce latina, si compone di un'unica navata, sulla quale si affacciano le cappelle laterali e i bracci del transetto, introdotti da archi a tutto sesto, e le cui pareti sono scandite da lesene sorreggenti la cornice aggettante e modanata sopra la quale si imposta la volta a botte; al termine dell'aula si sviluppa il presbiterio, rialzato di alcuni gradini e chiuso dall'abside semicircolare, caratterizzata dal deambulatorio.